# Perla melanophthalma
Perla melanophthalma är en bäcksländeart som beskrevs av Navás 1926. Perla melanophthalma ingår i släktet Perla och familjen jättebäcksländor. Inga underarter finns listade i Catalogue of Life.